# منحيت
منحيت (تعرف كذلك باسم مخيت)، كانت في الأصل إلهة حرب نوبية على شكل لبؤة في مملكة كوش، وكانت تُعتبر إلهة حامية وإلهة شمسية. اسمها يعني "التي تضحي" أو "التي تذبح". كـمنحيت، ترتبط بالشمس، أما كـمخيت، فترتبط بالقمر.

## التاريخ
يُعتقد أن لها أصولًا كإلهة نوبية، وتُصوّر دائمًا على شكل لبؤة مرتدية قرص الشمس على رأسها والالصل. النصوص الجنائزية تربطها بكونها إلهة حامية وشمسية. تحددها بعض المصادر كموضوع لأسطورة "الإلهة البعيدة". في إحدى الأساطير، تهرب عين رع من مصر. يرسل رع إلهًا آخر لتعقبها في النوبة، حيث تتحول إلى لبؤة. عند عودتها إلى رع، تصبح إما منحيت أو تلد منحيت.
كانت أيضًا تُعتقد أنها تتقدم أمام الجيوش المصرية وتقتل أعداءها بسهام نارية، مثل الآلهة الحربية الأخرى. لم تكن معروفة كثيرًا كإلهة تاج وكانت واحدة من الإلهات التي تمثل الصل الحامي على التيجان الملكية.

## الطوائف
في المقاطعة الثالث من صعيد مصر، خصوصًا في إسنا، كانت منحيت تُعتبر زوجة خنوم وأم حكا. كانت تُعرف أيضًا بأنها أم شو. كانت تُعبد أيضًا في شمال مصر، حيث كانت مرتبطة بالإلهتين وادجيت ونيث. وأصبحت تُعرف مع إلهة لبؤة أخرى، سخمت.

## الأدب
- رالف فيلد: آلهة مصرية. فيسبادن 1995
- هانز بونيت: قاموس تاريخ الديانة المصرية، هامبورغ 2000؛ (ردمك 3-937872-08-6)